# Pêndulo quântico
O pêndulo quântico é fundamental para entender as rotações internas impedidas na química, as características quânticas dos átomos de dispersão, bem como numerosos outros fenômenos quânticos.  Embora um pêndulo não sujeito à aproximação de pequeno ângulo tenha uma não-linearidade inerente, a equação de Schrödinger para o sistema quantizado pode ser resolvida de forma relativamente fácil.

## Equação de Schrödinger
Usando a teoria lagrangiana da mecânica clássica, pode-se desenvolver um hamiltoniano para o sistema. Um pêndulo simples tem uma coordenada generalizada (o deslocamento angular {\displaystyle \phi }) e duas restrições (o comprimento da corda e o plano de movimento). As energias cinéticas e potenciais do sistema podem ser encontradas em
{\displaystyle T={\frac {1}{2}}ml^{2}{\dot {\phi }}^{2},}
{\displaystyle U=mgl(1-\cos \phi ).}
Isso resulta no Hamiltoniano
{\displaystyle {\hat {H}}={\frac {{\hat {p}}^{2}}{2ml^{2}}}+mgl(1-\cos \phi ).}
A equação de Schrödinger dependente do tempo para o sistema é
{\displaystyle i\hbar {\frac {d\Psi }{dt}}=-{\frac {\hbar ^{2}}{2ml^{2}}}{\frac {\mathrm {d} ^{2}\Psi }{\mathrm {d} \phi ^{2}}}+mgl(1-\cos \phi )\Psi .}
É preciso resolver a equação de Schrödinger independente do tempo para encontrar os níveis de energia e os auto-estados correspondentes. Isso é efetuado melhor alterando a variável independente da seguinte maneira:
{\displaystyle \eta =\phi +\pi ,}
{\displaystyle \Psi =\psi e^{-iEt/\hbar },}
{\displaystyle E\psi =-{\frac {\hbar ^{2}}{2ml^{2}}}{\frac {\mathrm {d} ^{2}\psi }{\mathrm {d} \eta ^{2}}}+mgl(1+\cos \eta )\psi .}
Esta é a equação de Mathieu.
{\displaystyle {\frac {\mathrm {d} ^{2}\psi }{\mathrm {d} \eta ^{2}}}+\left({\frac {2mEl^{2}}{\hbar ^{2}}}-{\frac {2m^{2}gl^{3}}{\hbar ^{2}}}-{\frac {2m^{2}gl^{3}}{\hbar ^{2}}}\cos \eta \right)\psi =0,}
onde as soluções são as funções Mathieu.